# Campionati europei di pattinaggio di velocità 2018
I Campionati europei di pattinaggio di velocità 2018 sono stati la 112ª edizione della manifestazione. Si sono svolti a Kolomna, in Russia, tra il 5 e l'8 gennaio 2018.

È stata la prima edizione nella storia ad aver assegnato medaglie per ogni singola distanza invece che nell'All-Around.

## Medagliere
| Posizione | Paese       | Oro | Argento | Bronzo | Totale |
| --------- | ----------- | --- | ------- | ------ | ------ |
| 1         | Paesi Bassi | 6   | 3       | 4      | 13     |
| 2         | Russia      | 5   | 6       | 3      | 14     |
| 3         | Italia      | 2   | 2       | 0      | 4      |
| 4         | Austria     | 1   | 1       | 1      | 3      |
| 5         | Finlandia   | 0   | 2       | 0      | 2      |
| 6         | Germania    | 0   | 0       | 2      | 2      |
| 6         | Polonia     | 0   | 0       | 2      | 2      |
| 8         | Rep. Ceca   | 0   | 0       | 1      | 1      |
| 8         | Norvegia    | 0   | 0       | 1      | 1      |
| Totale    | Totale      | 14  | 14      | 14     | 42     |

## Podi

### Gare maschili
| Evento                 | Oro                                                      | Tempo   | Argento                                                     | Tempo   | Bronzo                                                  | Tempo   |
| 500 m                  | Ronald Mulder                                            | 34.800  | Mika Poutala                                                | 34.854  | Pavel Kuližnikov                                        | 34.858  |
| 1000 m                 | Pavel Kuližnikov                                         | 1'08.84 | Denis Juskov                                                | 1'08.92 | Nico Ihle                                               | 1'08.95 |
| 1500 m                 | Denis Juskov                                             | 1'44.53 | Thomas Krol                                                 | 1'45.20 | Koen Verweij                                            | 1'46.40 |
| 5000 m                 | Nicola Tumolero                                          | 6'16.85 | Aleksandr Rumjancev                                         | 6'18.13 | Marcel Bosker                                           | 6'20.45 |
| Inseguimento a squadre | Paesi Bassi Jan Blokhuijsen Marcel Bosker Simon Schouten | 3'42.79 | Russia Sergej Grjazcov Aleksandr Rumjancev Danila Semerikov | 3'44.59 | Polonia Zbigniew Bródka Jan Szymański Adrian Wielgat    | 3'52.60 |
| Sprint a squadre       | Russia Ruslan Murašov Pavel Kuližnikov Denis Juskov      | 1'19.38 | Finlandia Harri Levo Pekka Koskela Mika Poutala             | 1'21.19 | Polonia Artur Nogal Piotr Michalski Sebastian Kłosiński | 1'21.29 |
| Mass Start             | Jan Blokhuijsen                                          | 8'23.19 | Andrea Giovannini                                           | 8'23.28 | Ruslan Zacharov                                         | 8'28.37 |

### Gare femminili
| Evento                 | Oro                                                         | Tempo   | Argento                                                      | Tempo   | Bronzo                                                       | Tempo   |
| 500 m                  | Vanessa Herzog                                              | 37.69   | Angelina Golikova                                            | 38.04   | Karolína Erbanová                                            | 38.18   |
| 1000 m                 | Ekaterina Šichova                                           | 1'15.34 | Vanessa Herzog                                               | 1'15.44 | Marrit Leenstra                                              | 1'15.74 |
| 1500 m                 | Lotte van Beek                                              | 1'55.52 | Ekaterina Šichova                                            | 1'56.57 | Marrit Leenstra                                              | 1'56.58 |
| 3000 m                 | Esmee Visser                                                | 4'05.31 | Carlijn Achtereekte                                          | 4'06.81 | Natal'ja Voronina                                            | 4'07.62 |
| Inseguimento a squadre | Paesi Bassi Lotte van Beek Marrit Leenstra Melissa Wijfje   | 2'59.34 | Russia Ol'ga Graf Ekaterina Šichova Natal'ja Voronina        | 3'01.88 | Germania Roxane Dufter Gabriele Hirschbichler Michelle Uhrig | 3'05.03 |
| Sprint a squadre       | Russia Angelina Golikova Ol'ga Fatkulina Elizaveta Kazelina | 1'26.71 | Paesi Bassi Mayon Kuipers Sanneke de Neeling Letitia de Jong | 1'28.65 | Norvegia Martine Ripsrud Anne Gulbrandsen Sofie Haugen       | 1'31.88 |
| Mass Start             | Francesca Lollobrigida                                      | 8'38.65 | Francesca Bettrone                                           | 8'38.74 | Vanessa Herzog                                               | 8'39.33 |